# Listă de conducători de stat din 790
786 - 787 - 788 - 789 - 790 - 791 - 792 - 793 - 794
Aceasta este o listă a conducătorilor de stat din anul 790:

## Europa
- Anglia, statul anglo-saxon Northumbria: Osred al II-lea (rege, 789-790) și Ethelred I (rege, 774-778, 790-796)
- Anglia, statul anglo-saxon East Anglia: Ethelred (rege, ?-?) (?) și Ethelbert (rege, ?-794)
- Anglia, statul anglo-saxon Essex: Sigeric (după 758-797/798)
- Anglia, statul anglo-saxon Kent: Eadherht (rege, 725-după 762) (?)
- Anglia, statul anglo-saxon Mercia: Offa (rege, 757-796)
- Anglia, statul anglo-saxon Sussex: Aldwulf (rege, după cca. 780-791)
- Anglia, statul anglo-saxon Wessex: Beorhtric (rege, 786-802)
- Asturia: Bermudo I Diaconul (rege, 788-791)
- Bavaria: Carol cel Mare (rege din Dinastia_Carolingiană, 788-814; totodată, rege al francilor, 768-814; ulterior, rege al Italiei, 774-814; ulterior, împărat occidental, 800-814)
- Benevento: Grimoald al III-lea (principe, 787-806)
- Bizanț: Constantin al VI-lea (împărat din dinastia Isauriană, 780-790, 790-797) și Irina (împărăteasă din dinastia Isauriană, 790, 797-802)
- Bulgaria: Kardam (han, 777-803)
- Cordoba: Abu'l-Ualid ar-Rida Hișam I ibn Abd ar-Rahman (I) (emir din dinastia Omeiazilor, 788-796)
- Francii: Carol cel Mare (rege din dinastia Carolingiană, 768-814; ulterior, rege al Italiei, 774-814; ulterior, rege al Bavariei, 788-814; ulterior, împărat occidental, 800-814)
- Friuli: Eric (duce, 789-799)
- Gruzia, statul Abhazia: Leon al II-lea (rege, 767/768-811/812)
- Italia: Carol_cel_Mare (rege din dinastia Carolingiană, 774-814; totodată, rege al francilor, 768-814; ulterior, rege al Bavariei, 788-814; ulterior, împărat occidental, 800-814) și Pepin (rege din dinastia Carolingiană, 781-810)
- Neapole: Grigore al II-lea (duce, 766/767-793/794)
- Scoția, statul picților: Constantin (rege, înainte de 789-820; totodată, rege în Dalriada, 811?-820)
- Scoția, statul celt Dalriada: Domnall (rege, 781-805?)
- Spoleto: Winiges (duce, 789-822)
- Statul papal: Adrian I (papă, 772-795)
- Veneția: Giovanni Galbaio și Maurizio al II-lea (dogi, 787-804)

## Africa
- Idrisizii: Idris I ibn Abdallah ibn al-Hassan ibn al-Hassan ibn Ali (imam din dinastia Idrisizilor, 788-791)
- Kanem-Bornu: Dugu (sultan, cca. 784-cca. 835)

## Asia

### Orientul Apropiat
- Bizanț: Constantin al VI-lea (împărat din dinastia Isauriană, 780-790, 790-797) și Irina (împărăteasă din dinastia Isauriană, 790, 797-802)
- Califatul abbasid: Abu Djafar Harun ar-Rașid ibn al-Mahdi (calif din dinastia Abbasizilor, 786-809)

### Orientul Îndepărtat
- Birmania, statul Arakan: Mahataing Chandra (rege din dinastia Chandra, 783-810)
- Cambodgea, statul Tjampa: Satyavarman (rege din a cincea dinastie, 774/784-787/801) și Indravarman I (rege din a cincea dinastie, 787/801-803?/817?)
- China: Deong (împărat din dinastia Tang, 780-805)
- Coreea, statul Silla: Wonsong (Kyongsin) (rege din dinastia Kim, 785-799)
- India, statul Chalukya răsăriteană: Vișnuvaradhana al IV-lea (rege, 764-799)
- India, statul Gurjara Pratihara: Vatsaraja (cca. 775-cca. 792)
- India, statul Pallava: Nandivarman al II-lea Pallavamalla (Nandipotavarman) (rege din a treia dinastie, 731-795)
- India, statul Raștrakuților: Dhruva (sau Dhora) (rege, cca. 780-793)
- Kashmir: Lalitapida (rege din dinastia Karkota, 785-797)
- Japonia: Kanmu (împărat, 781-806)
- Nepal: Sankaradeva (rege din dinastia Thakuri, cca. 784-796)
- Sri Lanka: Udaya I (rege din dinastia Silakala, 785-790) și Mahinda al III-lea (rege din dinastia Silakala, 790-794)
- Tibet: K'ri-srong lDe-bTsan (Tri-song De-tsen) (chos-rgyal, 755-797)